# 김창룡
김창룡(金昌龍, 1920년 7월 18일 출생함. ~ 1956년 1월 30일 암살됨.)은 일본군과 대한민국 국군에서 복무를 한 대한민국의 군인이자 친일반민족행위자. 호(號)는 옥도(玉島)이며 창씨명은 다마시마 쇼류(玉島 昌龍). 헌병 출신으로 일제하 공산주의 계열 항일조직을 무너뜨리고 독립군을 체포하고 고문한 것으로 유명하다. 해방 전 2년 동안 적발한 항일조직은 50여 개에 달한다. 해방 후에는 이승만 세력에 가담해 전향하여 간첩 활동을 하던 남로당 등을 색출하여 처벌하는 일을 하는 반면 백범 김구를 암살시키는 일에 가담하거나 양민학살과 간첩 조작을 하는 등의 악행을 했으나 국립대전현충원 장군1묘역 69호에 묻혔다. 

## 주요 이력
일제시절 만주 관동군 헌병으로 항일 독립군을 추격·체포했던 김창룡은 당시 방첩대장, 특무부대장 등을 맡아, 이승만 대통령의 비호를 받으며 온갖 정치공작과 사건 조작, 전횡, 비리를 일삼았다. 일제강점기에는 일본군 부사관으로 태평양 전쟁에 참전하였고, 해방 이후에는 여순 사건의 진압과 한국 전쟁에 참여하였다. 이승만의 총애를 받던 대한민국 육군 특무부대 지휘관이자 정치군인이었으며, 여순 사건과 관련해서 체포된 박정희(朴正熙, 후에 5~9대 대통령을 역임) 소령을 수사하기도 했다. 함경남도 영흥 출생이며, 현재는 민족문제연구소의 친일인명사전 군 부문에 포함이 되어있다.

## 학력
- 함경남도 영흥보통학교 졸업
- 함경남도 함흥고등보통학교 졸업
- 함경남도 영흥농잠실습전문학교 전문학사
- 대한민국 육군사관학교 3기
- 통위부 보병학교 졸업
- 조선경비보병학교 졸업
- 대한민국 육군보병학교 졸업

## 생애

### 초기 활동

#### 일제 강점기 활동
김창룡은 함경남도 영흥에서 출생하여 지난날 한때 경상남도 김해를 거쳐 경성부에서 잠시 유아기를 보낸 적이 있으며 만 두 살 시절(1922년) 함경남도 영흥에 귀향한 그 후 줄곧 함경남도 영흥에서 자란, 그야말로 가난한 가정 환경에서 자란 그는 2년제 농잠학교를 마친 후 만주국 철도부 소속 신징(장춘)역 말단 역원을 거쳐 만주국 신징의 철도회사 예하 말단 평사원으로 각각 잠시 종사했다. 1940년초 일본인의 소개로 관동군 소속 헌병보조원이 되었으며, 1940년부터 만주에서 관동군 헌병보조원과 헌병 이등병으로 근무했다. 1941년 소련 국경 부근에서 첩보 부대원으로 이력을 시작하여 이후 평생 동안 정보 공작의 전문가로 살아가게 되었다.
그 뒤 김창룡은 헌병교습소의 훈련을 마치고 관동군 헌병이 되었으며, 소련-만주 국경에 파견되어 소련 공산당과 중국 공산당의 움직임을 탐지하는 역할을 수행했다. 그 뒤 일본 사복헌병이 되어, 사복 차림으로써 일본의 정탐원으로 활약했다.
1943년 상하이에서 파견되어 활동 중이던 중국공산당의 왕근례를 체포하였고, 이로 말미암아 왕근례가 이끌던 비밀 조직을 일망타진한 성과를 올렸다. 김창룡은 공로를 인정받아 오장(伍長)(국군의 하사)으로 진급하였으며 이후로도 많은 비밀 조직을 적발하는 공을 세웠다. 해방 전 2년 동안 적발한 항일조직은 50여 개에 달한다.

#### 미군정
태평양 전쟁이 종전된 후 고향에 돌아왔다가 치안대에게 구금되었고, 북한에 소련군이 진주하면서 다시 체포되었다. 이때 일본군 헌병 오장 출신이라는 점 때문에 두 차례나 사형선고를 받았으나 탈출했다.
1946년 결국 월남하였고, 전라북도 이리에 있는 국군 제3연대에 신병으로 입대한 후 3연대 정보요원으로 활동했다. 1947년 조선경비사관학교 제3기에 입교, 조선경비사관학교를 속성으로 졸업한 뒤 1947년 육군 소위로 임관하였다. 일제 강점기에 첩보 부대에 근무한 경력으로 쓰임새를 인정받아 정보소대 소대장을 맡았으며, 미소공동위원회에 참가한 소련군 장교의 사진 촬영 사실을 적발해 그를 추방하게 하는 등 곧 능력을 드러냈다.
그 뒤 육군 제1연대에 배속되었다.

### 군 복무

#### 정부 수립 초기
북한에서 죽을 고비를 넘겼던 김창룡은 반공 전선의 일선에 섰고, 동료들을 정탐하고 군부 내 좌익인사들을 감시하기 시작하였다. 남로당 간부들인 이재복과 이중업 등을 체포하였고, 남로당의 거물인 김삼룡, 이주하도 그의 손에 체포되었다. 군 내에서 송호성 등이 좌익과 연계를 갖고 있다며 숙군 작업도 주도했는데, 그에게 용공 세력으로 지목 받은 장교들은 대개 송호성처럼 광복군이었거나 오동기처럼 중국군 소속으로 항일 활동을 하던 인물들이었다는 분석도 있다.
1948년 육군 대위로 승진하여 육군본부 정보국 정보장교로 보직되었다. 육본 정보장교로 근무하면서 좌익 색출과 검거에 앞장섰으며, 여수 순천 사건의 진압과 좌익 군인 색출, 숙청작업을 주도했다. 여수 순천 반란 토벌사령부에 작전장교로 참여했다가 남로당 출신의 박정희 소령을 체포 후 심문하였으나, 정보국장 백선엽 대령을 위시한 각계의 압력에 순응해서 도리어 박소령의 연대 신원 보증에 참여하여 그를 살려주었다.
1949년 1월 방첩대장으로 부임하였고, 그해 6월 한국독립당 당수 김구가 암살되었다. 이때 암살자가 방첩대 소속 현역 육군 포병 소위 안두희였으므로, 그의 배후로 의심받는 등 백범 김구 선생의 암살을 주도했다는 증거 역시 다수 발견됐다.

#### 한국 전쟁 참전
한국 전쟁이 일어나자 1950년 8월 1일 부산 방첩대(CIC) 대장으로 임명되었으며, 서울 수복 후에는 부역자를 가려내 처벌하는 군검경 합동수사본부의 본부장을 맡아 막강한 권력을 갖게 되었다. 대한민국 국군과 국제연합군이 북진할 때 평양지구 특무대장으로 일하다가 1·4후퇴로 다시 부산으로 내려가 군검경 합동수사본부장 일을 계속했다. 이때 김창룡은 31세의 젊은 나이였지만 이미 권력 실세였다. 그는 수사권을 독점했으며, 이승만과 직통 보고 라인을 갖고 있었다.
종전 뒤에도 대통령 이승만의 각별한 신임 속에 제1공화국의 각종 공안 사건들을 맡아 처리했다. 그러나 그가 처리한 거의 대부분의 용공 사건, 간첩 사건들은 후에 조작이라는 진술이 나왔다.
예를 들어 1949년 제14연대장 오동기 등이 연루된 인민해방군 사건이나, 1950년 남로당 이강국의 연인이라는 김수임을 체포해 처형한 사건, 소총을 관 속에 숨겨 대구로 이동하던 불순 분자들을 적발한 사건, 부산 정치 파동의 빌미가 된 부산 금정산 공비 사건 등이 있다.

#### 제1공화국 이후
6·25전쟁중 서울수복 직후에도 군·검찰·경찰 합동수사본부장이 되어 잔류 시민들의 부역자 여부를 색출, 탐문, 조사했다. 이 과정에서 좌익 부역자들을 엄히 다루어 원성을 샀다. 특무대장으로 있으면서 '동해안 반란사건', '국가원수 암살미수사건' 등 각종 정치사건을 조작하여 정치에 깊이 관여하고 이승만 대통령의 반대파를 축출하였다. 1952년 부산 정치파동의 계기가 된 ‘부산 금정산 공비 위장사건’을 꾸미는 등 용공조작을 일삼았다.
1953년 국제간첩 정국은을 적발한 사건도 이범석의 족청계 숙청을 위해 조작 또는 과장된 사건이라는 설이 있었다. 그밖에 동해안 1군단이 연루된 동해안 반란사건, 1955년 한국 전쟁 때 북으로 간 조소앙이 이승만 암살 지령을 내렸다는 개천절 이승만 암살 음모 사건도 사실상 마찬가지이다.
그 밖에 국방부장관과 참모총장까지 몰아내려는 계획을 세우기도 했으나 실패하였다. 혁혁한 전공과 실적으로 이승만 대통령의 신임을 얻는 가운데, 자신보다 상관인 강문봉 중장 등을 무시하면서 감정의 골이 패이게 된다.

#### 월권 행위
특히 자기 권력보존과 확대를 위해 그가 어느 정도로 권력을 남용했는가 하는 것은 당시 반공검사로 자타가 공인하던 오제도(吳制道)까지 용공으로 몰아 제거할 것을 시도했다는 사실을 보면 짐작할 수 있다.

#### 정일권, 강문봉 등과의 갈등
1954년 5월 정일권 참모총장은 그와 친밀한 사이에 있던 공국진을 육군 헌병사령관으로 임명하여 군내 부패의 척결과 수사기관 사이의 갈등 해결 등을 주요 과제로 지시한 바 있다.:271
공국진은 이 과제들을 수행하는 과정에서 직무한계를 자의로 무시하는 김창룡 특무대장과 잦은 갈등을 빚게 되었고, 김창룡은 이 과정에서 공국진이 탄피를 일본에 밀수출하려 하였다는 혐의를 씌워 해임을 기도했다. 소위 경무대 유시를 근거로 하는 김창룡의 공세 앞에 정일권 육군참모총장도 역부족으로 그가 임명한 헌병사령관의 해임을 명할 수 밖에 없게 되었다.:271
이후 공국진이 강문봉이 군단장으로 있는 제2군사령부의 참모장으로 발령되는 것도 김창룡의 방해로 무산되었고, 이 과정에서 김창룡은 참모총장 정일권의 명령을 정면으로 무시하고 공국진의 보좌관을 체포, 연행하기도 하였다. 이와 같은 김창룡의 월권행위에 분노한 정일권과 강문봉은 1955년 10월 진해에 머물고 있던 이승만에게 직접 찾아가 김창룡의 전근 내지는 유학을 건의하기도 했다.:272
그러나 이승만은 이들의 건의를 수용하지 않음으로써 김창룡에 대한 신뢰를 재확인하였다. 김창룡은 정일권과 강문봉의 비리에 대한 집중 수사로 이에 대응하였고, 이는 정일권과 강문봉의 김창룡 암살음모와 교사 라는 극단적인 대응으로 이어졌다.:272 이 과정에서 주목할 것은 이승만은 김창룡에게 정일권의 비리를 수사하게 했고, 정일권에게는 역으로 김창룡의 비리를 수사하라는 밀지를 내렸다는 사실이다.:272

### 사망
특무대를 이끌며 군에서 좌익 세력을 솎아내는 숙군 작업을 주도한데다, 일제의 헌병으로 일하면서 배운 공작 기법과 고문 수법을 그대로 적용하여 조작 사건을 무수히 일으킨 것으로 평가된 그는 군과 정계의 실력자로 부상하는 과정에서 적을 많이 만들었고, 결국 1956년 1월 30일 아침, 출근길에 괴한의 총격을 받고 적십자병원으로 옮겨졌으나 사망했다. 군복 차림의 범인들(운전사 포함하여 3명)은 번호판 없는 지프차를 타고 도주했다. 사건이 발생하고 얼마 뒤 특무대에 설치된 빈소를 찾았던 이승만 대통령은 즉시 범인을 잡을 것을 명령했다. 특무대는 특별수사본부를 설치하고 수사를 진행했으나 범인을 쉽게 찾을 수 없었다. 용의자들의 인상착의와, 범행에 이용된 지프차 등이 지명수배 됐다. 특무대를 비롯해 경찰과 헌병총사령부 등 각 수사기관들이 전력을 다했으나 범인을 곧바로 잡지 못했다. 2월 3일 김창룡의 장례식이 치러진 뒤에도 범인은 오리무중이었다, 특무대는 전국의 특무부대장들을 모아 수사를 진행했고, 부대원들의 인사기록카드를 뒤지던 506특무부대장이 서울지구 병사구 사령관을 지냈던 허태영을 범인으로 지목했다. 특무대원들의 잠복과 감시 끝에 2월 23일 허태영 대령은 특무대에 연행됐다. 특무부대의 계속된 추궁과 추적으로 도피했던 신초식과 송용고 그리고 지프차 운전사 이유회 등이 체포됐다. 그 외 지프차를 제공했던 105범죄수사단 허병익 중위, 특무대 수사방향을 알려주고 피의자들을 숨겨줬던 육군 정병감 이진용 대령, 허태영의 집을 드나들었던 안정수 소령 등이 연행됐다. 또 사건 직후 허태영으로부터 지프차를 샀던 현직 민의원 도진희도 구속됐다.
이승만은 김창룡의 암살 소식을 접하자마자 적십자병원으로 직접 찾아가 유해를 살펴본 뒤 그 날짜로 김창룡을 육군 중장으로 추서했다. :194 이승만은 담화를 발표해 애도의 뜻을 표한 후 빠른 시일 내에 범인을 체포하라는 엄명을 내렸다. 군은 전국에 비상경계망을 펴고 수사에 착수했으며, 전군 장병의 휴가 및 외출 금지령을 내렸다. :194
2월 3일 김창룡의 장례는 대한민국 최초의 국군장으로 성대하게 치러졌다. 그 날 하룻동안 전 육해공군 부대가 조기를 게양하였고 장병들에게는 가무음곡과 음주 금지령이 내려졌다. 이승만은 그 날 조사에서 "김 중장은 나라를 위해서 순국한 것이며 충령의 공을 세운 것이다"라고 말하고 비문을 직접 써서 보낸 후 범인 체포를 거듭 독촉하였다. 유해는 대전현충원 장군묘역에 있다. 장군1-69
그가 국립묘지에 들어갈 자격이 없다는 주장이 계속되어 찬반 양론이 있다.

### 사후
2002년 민족정기를 세우는 국회의원모임이 선정한 친일파 708인 명단에 포함되었다. 2008년 발표된 민족문제연구소의 친일인명사전 수록예정자 명단 군 부문에도 포함되었다.
김창룡의 묘비 비명은 역사학자 두계 이병도가 썼다. "그 사람됨이 총명하고 부지런하고 또 불타는 조국애와 책임감은 공사를 엄별하여 직무에 진수하더니 급기야 그 직무에 죽고 말았다. 아 그는 죽었으니 그 흘린 피는 전투에 흘린 그 이상의 고귀한 피였고 그 혼은 기리 호국의 신이 될 것이다." 이병도의 비명은 "동란 중에는 군검경합동수사본부장으로 맹활동을 개시하여 간첩오렬 부역자 기타를 검거 처단함이 근 2만5천 명"이라는 김창룡의 업적도 소개했다. 그러나 이 업적에는 수많은 민간인 학살도 포함된 것이라는 비판이 있다.
범인은 한달 후에 그의 특무대 부하로 대령인 허태영 등 현직 군인들로 밝혀졌다. 허태영은 김창룡의 전횡과 비리를 보다 못해 군 민주화를 위해 거사했다고 진술했다. 그러나 이 사건에는 다른 배후가 있다는 소문이 끊이지 않았고, 정확한 진실은 아직까지 밝혀지지 않았다.
김창룡 암살사건 전개 과정은 이승만이 작위적으로 조성한 3대장 사이 갈등이 충성경쟁을 일으키는 차원을 넘어서서 그들 사이 살기 띤 경쟁을 일으켰음은 물론 그 위에서 줄을 당기고 있던 이승만 자신에게까지 예측할 수 없는 충격으로 다가올 정도로 격화되었음을 보여주었다.:278

## 논란과 의혹

### 김구 암살 사건 배후 의혹
그는 제1공화국 시절 각종 정치적 음모의 중심에 있었으며, 특히 김구의 암살을 지시했다는 설 또한 꾸준히 이어지고 있다. 김구가 안두희에게 암살될 때 김창룡은 육군본부 정보국의 방첩대장을 맡고 있었는데, 체포된 안두희에게 여러 편의를 보아준 사실이 있다. 심지어 김창룡이 김구 암살의 배후일 뿐 아니라 역시 김구 암살과 관련이 있던 채병덕, 장은산, 신성모의 입을 막기 위하여 이들의 죽음에도 개입했다는 소문도 있었다. 이러한 소문들은 아직까지 확인된 바 없다.
김구의 아들 김신은 당시 계급이 소령에 불과했던 김창룡이 단독으로 살해를 지시했다고 볼 수 없다며 사건전모에 비춰볼 때 빙산의 일각에 불과하다고 말했다.

## 평가
윤치영은 김창룡이 오래 살았다면 4.19 사태와 같은 허술한 사태 처리로 이승만이 맥없이 하야하는 일은 결코 일어나지 않았을 것이라고 보았다.

## 참고 자료
- 이대인 지음, 대한민국 특무부대장 김창룡,  기파랑, 2011년 6월 9일.
- 배진영의 기무사(機務司) 비록 〈2〉 김창룡 특무대장 암살 사건 월간조선 2016년 6월호
- 배진영, 특무부대장 김창룡 口述 회고록 ① “공산주의와 싸우지 않은 날은 과거 나의 생활에 있어서 하루도 없었다” 월간조선 2022년 1월호
- 배진영, 특무부대장 김창룡 口述 회고록 ② 5년간 점원·노무감독으로 위장해 소련간첩단 100여 명 검거  월간조선 2022년 2월호

- 김창룡 지음, 남정옥 엮음, 숙명의 하이라루 : 육군 특무부대장 김창룡 장군 비망록 청미디어, 2022년 3월 17일

하이라루는 한자로 海拉甫가 아닌 海拉爾(海拉尔)이며, 오늘날 중국 내몽골 자치구 후룬베이얼 시(呼倫貝爾市,  呼伦贝尔市)의 행정 중심지인 하이라얼 구(海拉爾區, 海拉尔区)이다. 소련 국경과 가깝다.
- 남정옥, 戰史家가 보는 ‘김창룡 口述 회고록’의 의미 : 해방 후 대한민국 초기 對共수사실록이자 反共建軍史 월간조선 2022년 5월호

## 김창룡을 연기한 배우들
- 김기일 - 《제1공화국》(MBC 드라마 1982년)
- 이영후 - 《제2공화국》(MBC 드라마 1989~1990년)
- 김영인 - 《제3공화국》(MBC 드라마 1993년)
- 최한호 - 《야인시대》(SBS 드라마 2003년)

## 같이 보기
| - 여순 사건 - 한국 전쟁 - 신성모 - 장은산 - 안두희 - 백선엽 - 이승만 - 박정희 - 정일권 | - 선우휘 - 윤치영 - 이기붕 - 김성주 - 김구 |

## 참고 자료
- 반민족문제연구소 (1994년 3월 1일). 〈김창룡, 일제관동군헌병에서 대한민국특무부대장까지 (김혜진)〉. 《청산하지 못한 역사 1》. 서울: 청년사. ISBN 978-89-7278-312-1.
- 강준만 (2004). 《한국현대사산책: 1950년대편 3권》. 인물과사상사. 13~15쪽.
- 박준성 (1992년 5월). “김창룡과 그의 묘갈”. 《함께보는 우리역사》 (역사학연구소). 2007년 10월 7일에 원본 문서에서 보존된 문서. 2007년 12월 21일에 확인함.
- 사건 기록으로 보는 김창룡 암살 사건